# Eragrostis elatior
Eragrostis elatior är en gräsart som beskrevs av Otto Stapf. Eragrostis elatior ingår i släktet kärleksgrässläktet, och familjen gräs. Inga underarter finns listade i Catalogue of Life.